# Distrito de Lichtenfels
Lichtenfels es uno de los 71 distritos en que está dividido administrativamente el estado alemán de Baviera.

## Ciudades y municipios
| Ciudades                                                       | Municipios |  |
| -------------------------------------------------------------- | --- |  |
| 1. Bad Staffelstein 2. Burgkunstadt 3. Lichtenfels 4. Weismain | 1. Altenkunstadt 2. Ebensfeld 3. Hochstadt am Main 4. Marktgraitz 5. Marktzeuln 6. Michelau in Oberfranken 7. Redwitz an der Rodach |  |